# 夜盲症
夜盲症（やもうしょう、英語: Nyctalopia）は、暗部の視力が著しく衰え、見えなくなる病気。鳥目（とりめ）とも呼ばれるが、鳥類の中でも夜間に目が見えないのはごく一部の種に過ぎない。

## 病態
暗部の視覚を担当するのはロドプシンであり、ロドプシンはビタミンAと補体から構成されるため、ビタミンA不足は暗部の視力低下につながる。

## メカニズム
ロドプシンが視神経に信号を伝えるのは、次の網膜でのメカニズムによる。βカロテンが鎖の中央で切断されると、二つのトランス型のレチノール（アルコール型ビタミンA）が生成される。レチノールは酸化されてレチナールになる。このトランス型のレチナールをシス型のレチナールに変化し、オプシンに収納される状態がロドプシンである。このロドプシンへ光が当たるとシス型のレチナールが安定なトランス型に戻り、トランス型レチナール分子は､オプシンに収まらず、はずれてしまう。この変化が細胞の中に伝えられ、化学的に増幅されることで光が当たったという信号に変化し、視神経に伝えられる。トランス型レチナールは、再びイソメラーゼの働きでシス型に折り曲げられてオプシンに収納される。やがてレチナールは消耗し、不足した分はレチノールから酸化して補われる。このため、網膜にはレチノールをレチナールに酸化するためのアルコール脱水素酵素が豊富に存在する。ビタミンAであるレチノールが不足すると上記のような役割を担うロドプシンが機能しなくなる。

## 分類
- 先天性夜盲症（ICD-10: H53.6）
  - 進行性先天性夜盲症
  - 非進行性先天性夜盲症
    - 小口病（ICD-10: H53.6）
    - 眼底白点症
- 後天性夜盲症
  - ビタミンA欠乏性夜盲（ICD-10: E50.5）
  - 眼底疾患
    - 網膜色素変性症

## 原因
先天性は遺伝性、後天性はビタミンAの欠乏による。

## 疫学

### 一次予防
ビタミンAを多く含む食品を適度に取る。ただし、過度の摂取はビタミンA中毒を引き起こす。

### 二次予防
夕方から急に目が見えなくなってきたら、早めに眼科を受診する。

### 三次予防
光刺激をなるべく避けるため、遮光眼鏡の使用や屋外での作業を控える。

## 症状
一般に明るい環境での視力に比べて暗い場所での視力は落ちるが、夜盲症はその落ち方が健常な場合と比べて極端に落ちる。明るい場所や昼間の視力に比べて、暗い場所での視野、視力が極端に低下する。

## 検査
眼底検査、視野検査、網膜電位検査や暗順応検査などを行う。

## 治療
ビタミンA欠乏性夜盲の場合はビタミンAを摂取しなければならない。しかし、確実な治療法はまだ見つかっていない。
明るい状態では見えることから、HOYAでは高感度カメラで捉えた映像をディスプレイに投影する眼鏡型のウェアラブル端末「HOYA MW10 HiKARI」を2018年に開発し、開発チームがスピンアウトしたヴィクシオンで改良型を販売している。

## 予後
先天性の中でも進行性の場合は視覚予後は改善されないが、それ以外は比較的視覚予後は改善される。

## 診療科
内科・眼科